# Giuseppe Ferrini
Giuseppe Ferrini (fl. XVIII secolo) è stato un modellatore italiano del XVIII secolo.
Modellatore fiorentino, realizzò, su commissione del chirurgo e ostetrico fiorentino Giuseppe Galletti (?-1819), una serie di modelli ostetrici in terracotta e in ceroplastica che servivano per illustrare i vari tipi di parto agli studenti di medicina, di chirurgia e della scuola di ostetricia. Faceva parte della celebre Officina ceroplastica fiorentina alle dipendenze dell'abate Felice Fontana (1730-1805), incaricato dal granduca Pietro Leopoldo (1747-1792) di creare a Firenze il Museo di Fisica e di Storia Naturale.